# Башня Васко да Гама
Башня Ва́ско да Га́ма (порт. Torre Vasco da Gama) — небоскреб с решетчатой башней, высота которых составляет 72 и 145 метров соответственно. Находится в Лиссабоне, Португалия, над рекой Тежу. Назван в честь португальского мореплавателя Васко да Гама, который первым в Европе прибыл в Индию на парусном корабле, в 1498 году.
Архитекторами башни выступили Леонор Жанейро, Ник Джейкобс и американское архитектурное бюро SOM (Skidmore, Owings and Merrill). Стальная структура похожая на парус каравеллы, была спроектирована компанией Martifer.
Башня была построена в 1998 году для Всемирной выставки 1998 года. На уровне 120 метров была расположена смотровая площадка и чуть ниже, панорамный ресторан. В основании был трехэтажный дом, который служил павильоном Европейского Союза на выставке.
Обе смотровые площадки и ресторан были закрыты в октябре 2004 года. Пока они были в рабочем состоянии, башня являлась самым высоким сооружением в Португалии открытым для публики (не считая мостов).
Основание здания, после закрытия выставки, использовали для сдачи в аренду офисных помещений, но так и не нашли арендаторов. Вместо этого здание использовалось для отдельных мероприятиях, такие как мировая премьера нового автомобиля MINI в 2001 году. В 2006 году на башню поднялся альпинист Ален Робер. Мероприятие было организовано Optimus Telecommunications, португальской компанией, предоставляющая услуги мобильной связи. Мероприятия выступали как часть маркетинговой кампании для новых продуктов выпущенного продукта.
Парк Экспо получил разрешение на планирование португальским архитектором Нуно Леонидасом с целью расширить парк на берегу реки отелем на 178 номеров в 20 этажей. Основание здания было снесено в период с июля по сентябрь 2007 года, и строительство гостиницы началось в октябре 2007 года. Отель назвали «Myriad by Sana Hotels», управляемый португальской компанией Sana Hotels. Смотровая площадка и панорамный ресторан по-прежнему доступны.

## Галерея

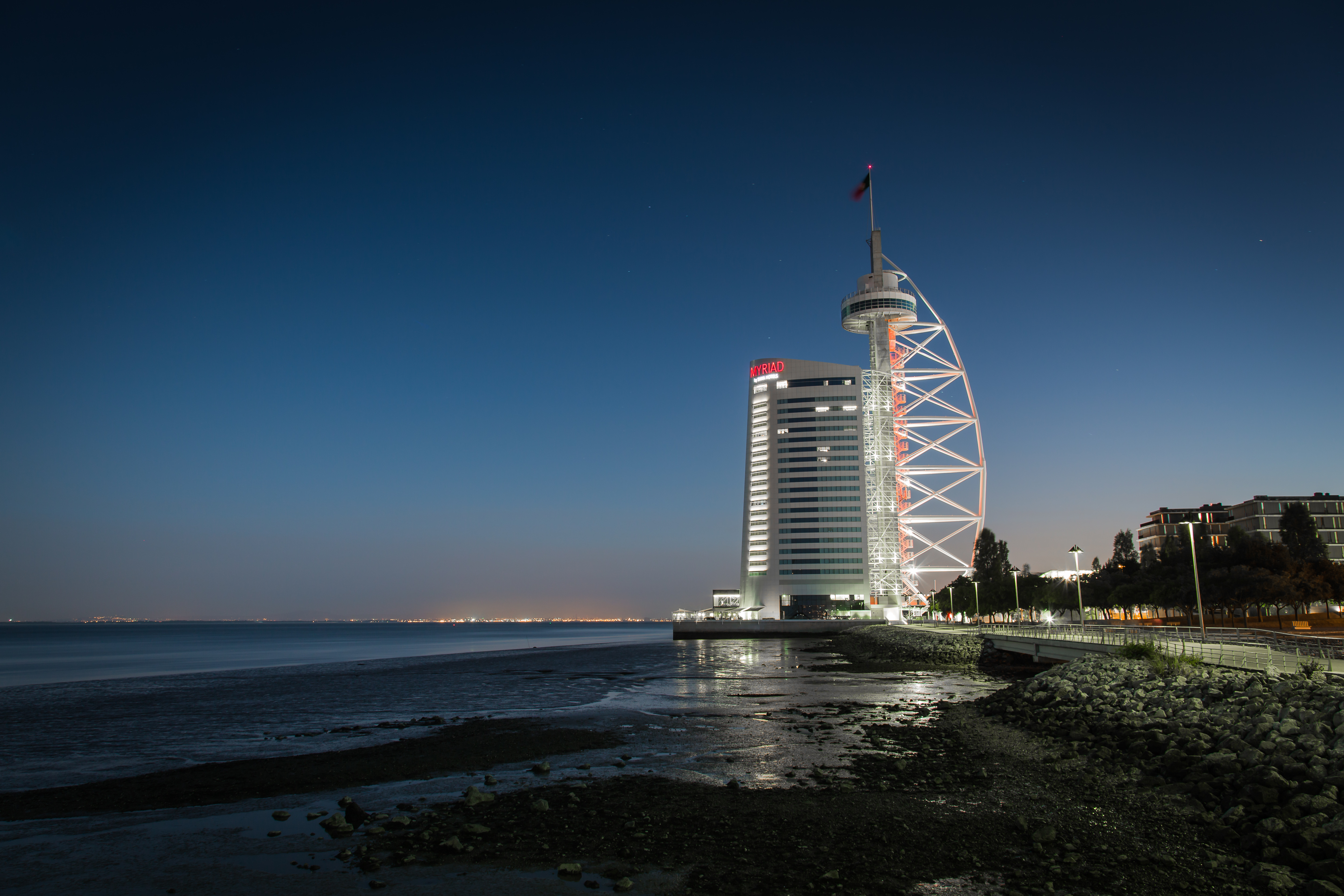
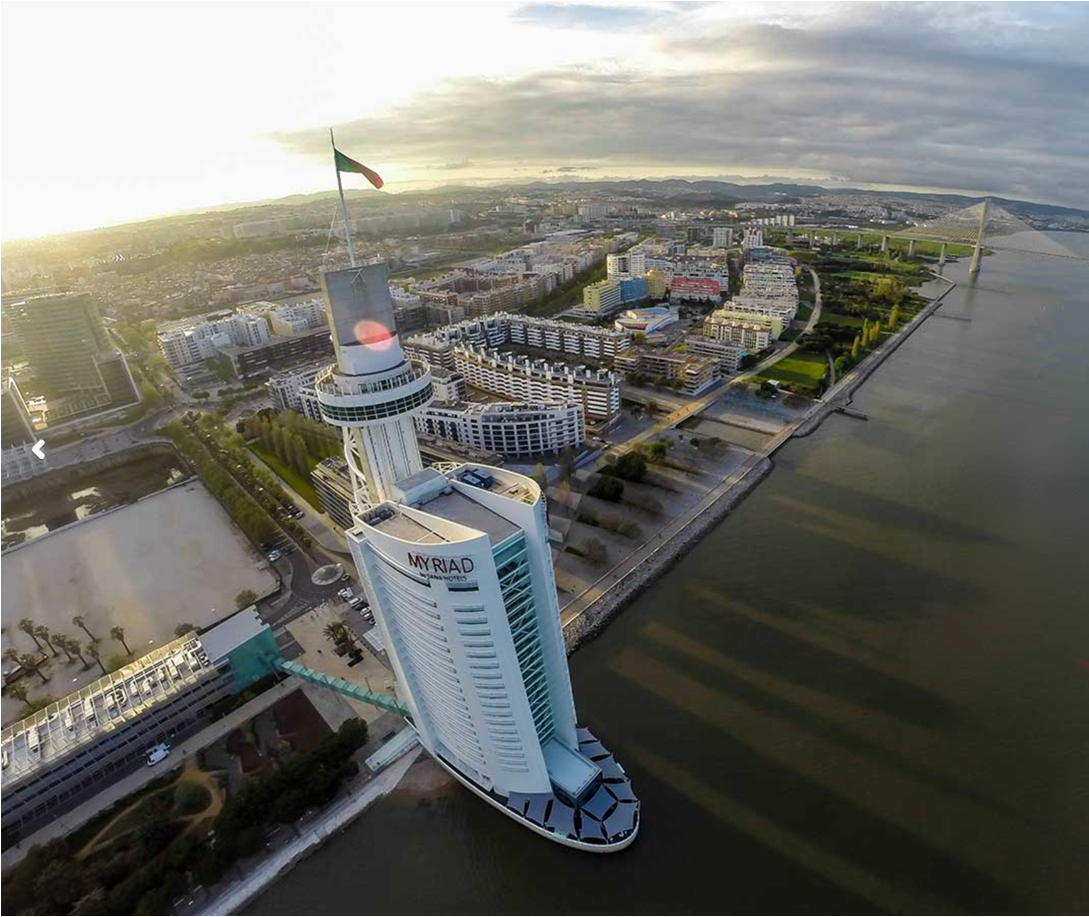
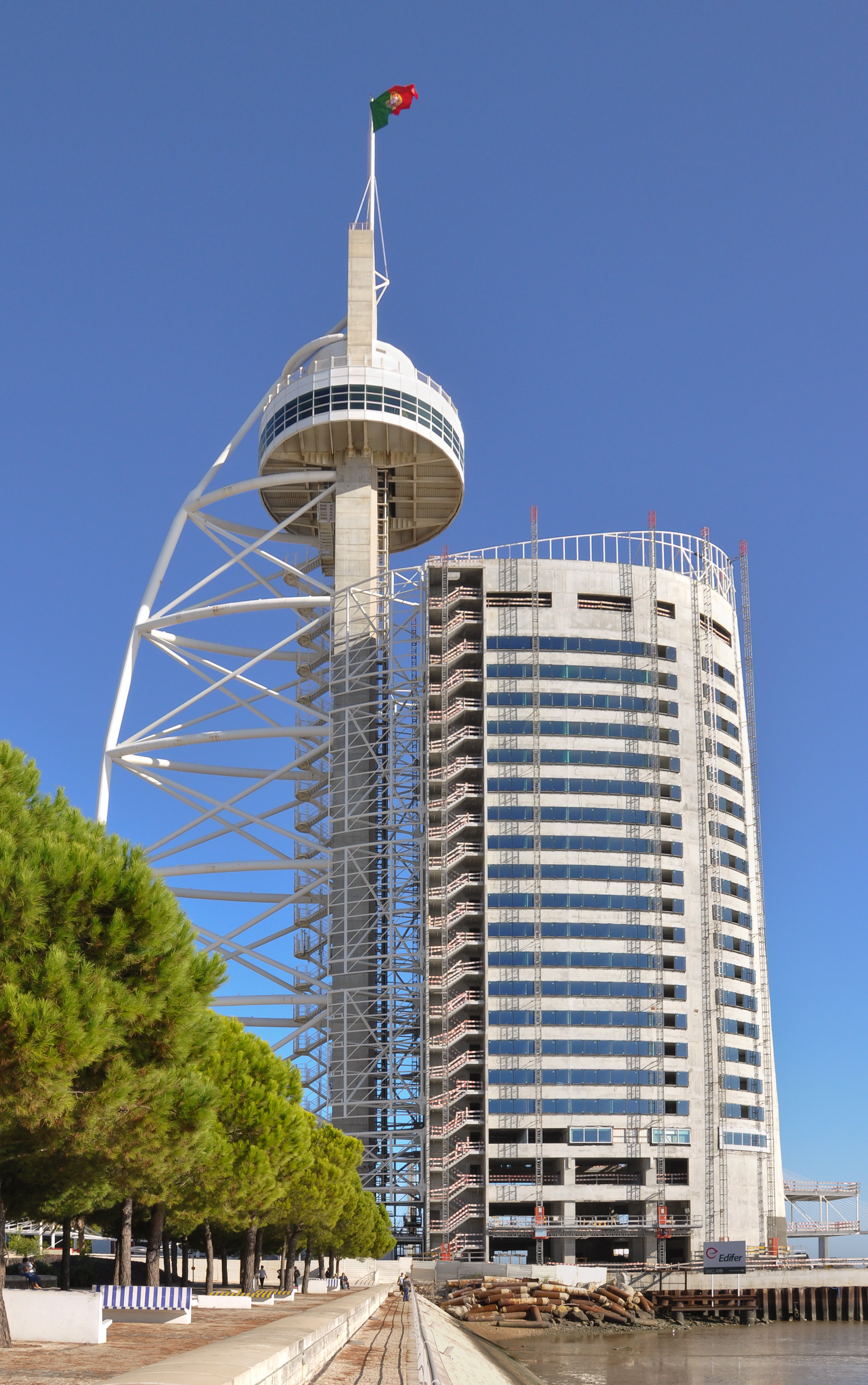
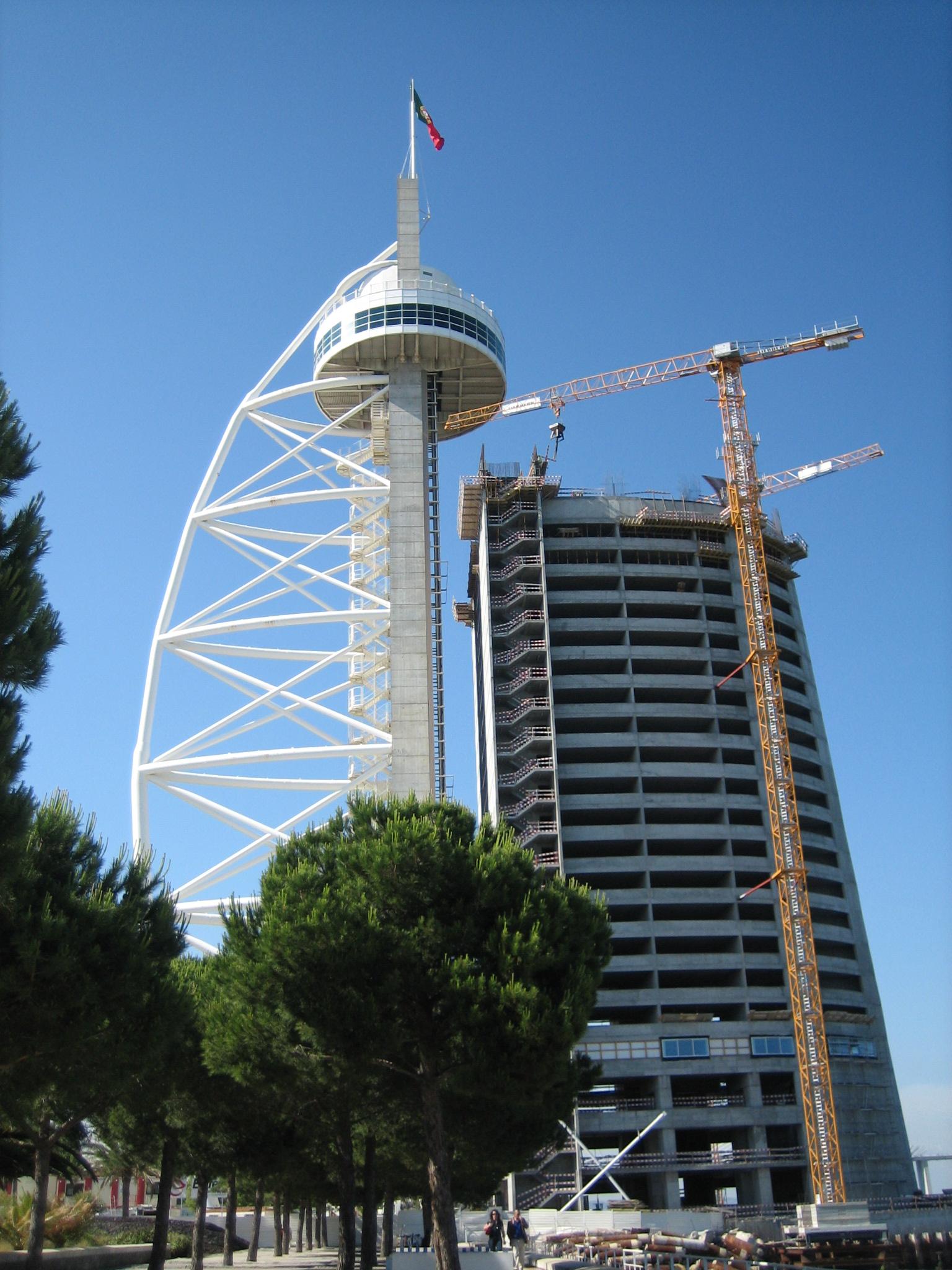
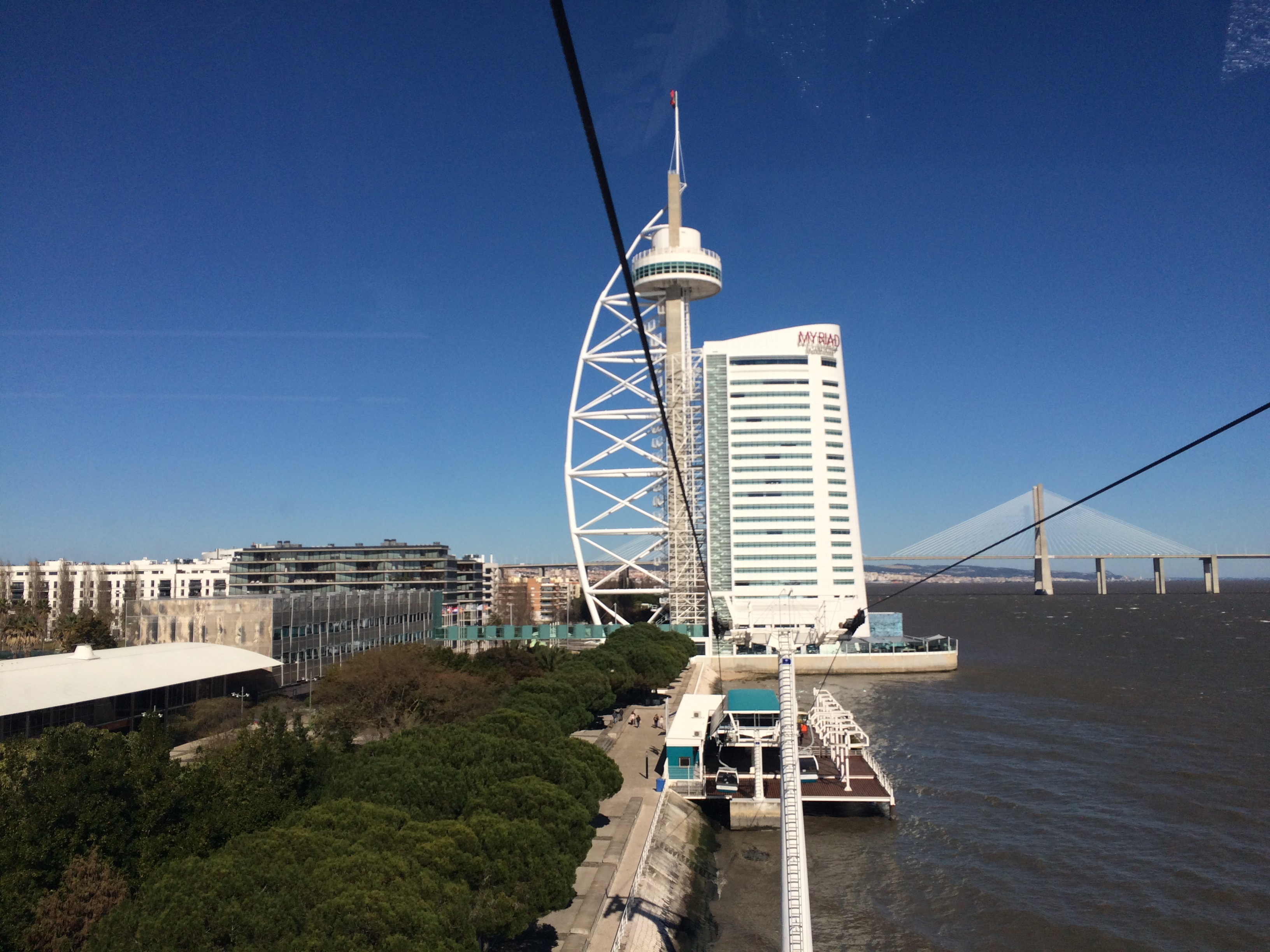
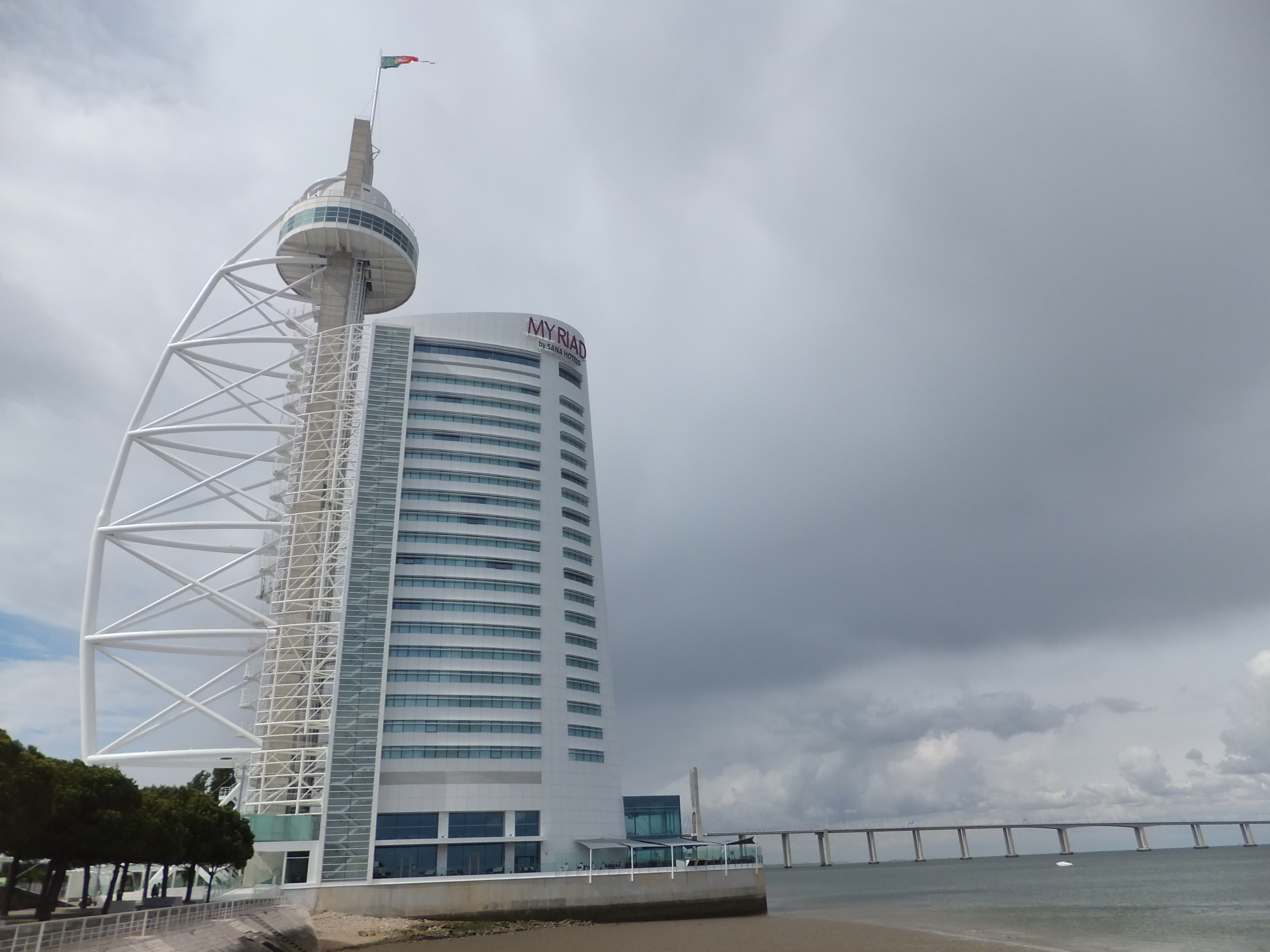
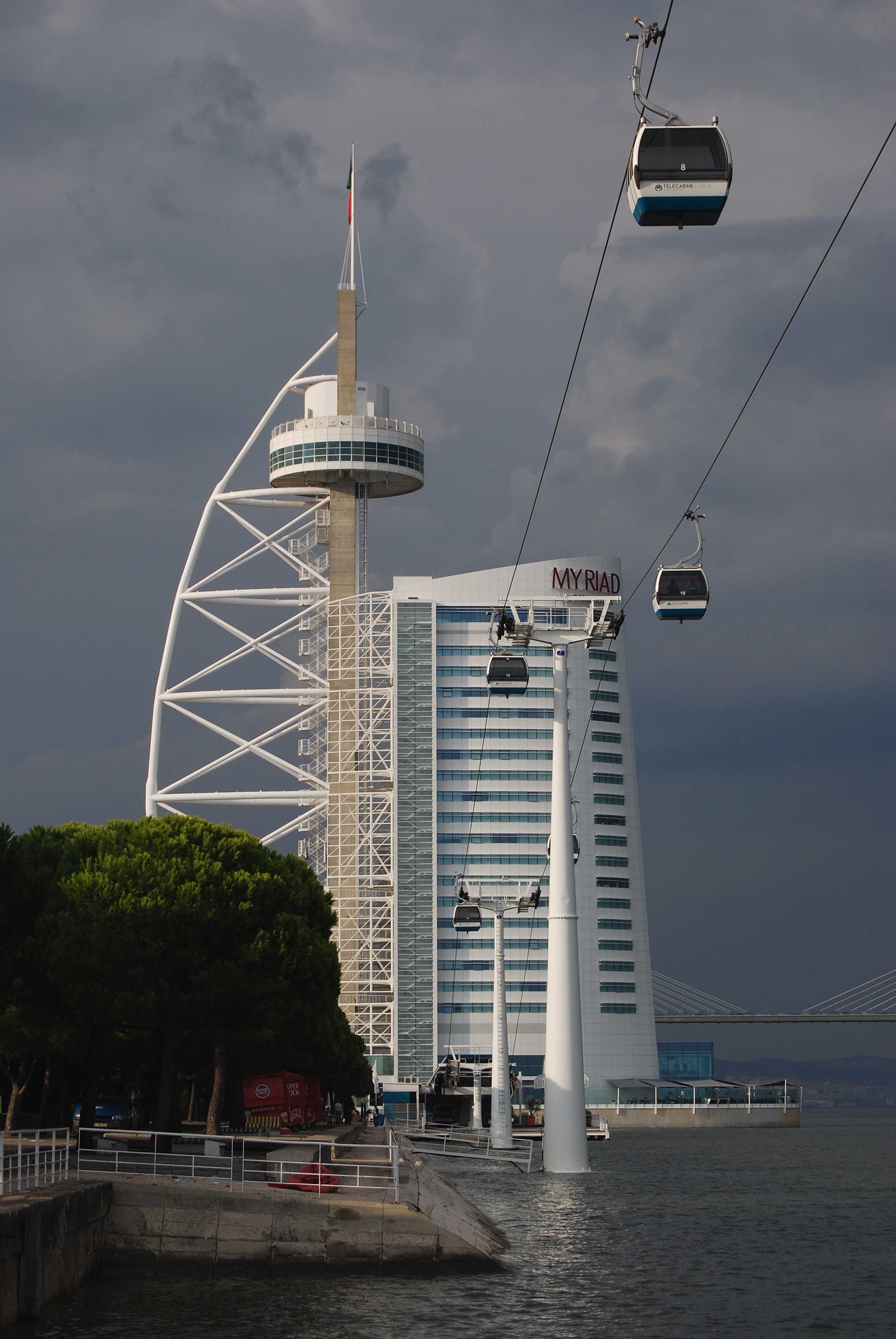
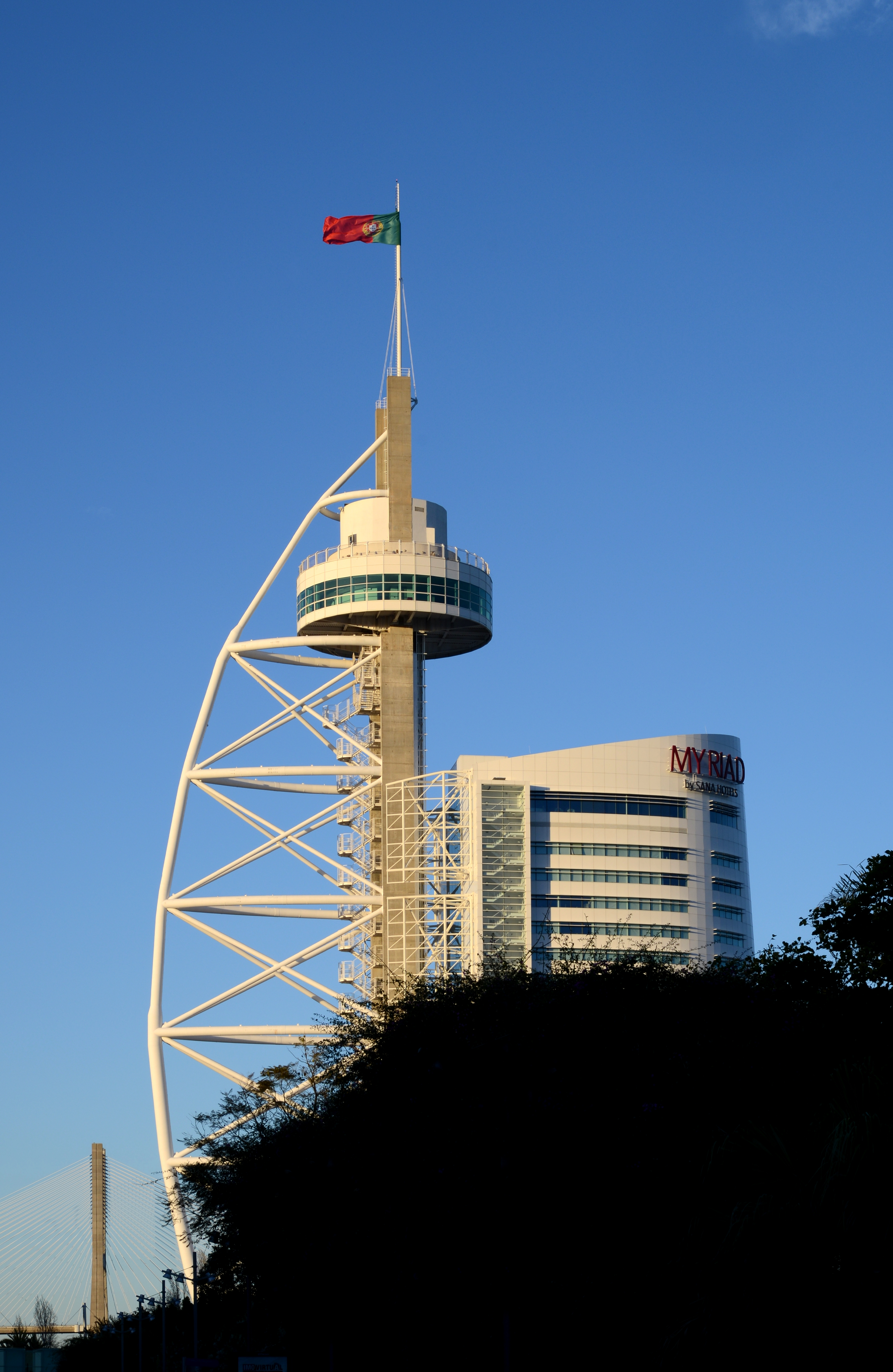